# Coryphaenoides hoskynii
Coryphaenoides hoskynii är en fiskart som först beskrevs av Alcock, 1890.  Coryphaenoides hoskynii ingår i släktet Coryphaenoides och familjen skolästfiskar. Inga underarter finns listade i Catalogue of Life.